# Reteporella aurantium
Reteporella aurantium är en mossdjursart som beskrevs av Gordon 2009. Reteporella aurantium ingår i släktet Reteporella och familjen Phidoloporidae. Inga underarter finns listade i Catalogue of Life.